# Fußball-Weltmeisterschaft 1978/Gruppe 4
| Pl. | Land        | Sp. | S | U | N | Tore    | Diff. | Punkte |
| --- | ----------- | --- | - | - | - | ------- | ----- | ------ |
| 1.  | Peru        | 3   | 2 | 1 | 0 | 007:200 | +5    | 05:10  |
| 2.  | Niederlande | 3   | 1 | 1 | 1 | 005:300 | +2    | 03:30  |
| 3.  | Schottland  | 3   | 1 | 1 | 1 | 005:600 | −1    | 03:30  |
| 4.  | Iran        | 3   | 0 | 1 | 2 | 002:800 | −6    | 01:50  |

Gruppe 4 der Fußball-Weltmeisterschaft 1978:

## Niederlande – Iran 3:0 (1:0)
| Niederlande                                                               | Niederlande | Iran | Iran |
| ------------------------------------------------------------------------- | --- | --- | ---- |
| Niederlande                                                               | \| 1. Gruppenspiel \| \| Samstag, 3. Juni 1978 um 16:45 Uhr in Mendoza (Estadio Ciudad de Mendoza) \| \| Zuschauer: 33.431 \| \| Schiedsrichter: Alfonso González Archundía ( Mexiko) \| \| Spielbericht \|                           | \| 1. Gruppenspiel \| \| Samstag, 3. Juni 1978 um 16:45 Uhr in Mendoza (Estadio Ciudad de Mendoza) \| \| Zuschauer: 33.431 \| \| Schiedsrichter: Alfonso González Archundía ( Mexiko) \| \| Spielbericht \|                                            | Iran |
| Niederlande                                                               | Jan Jongbloed – Wim Suurbier, Ruud Krol , Wim Rijsbergen – Wim Jansen, Johan Neeskens, Arie Haan, Willy van de Kerkhof – Johnny Rep, Rob Rensenbrink, René van de Kerkhof (71. Dick Nanninga) Cheftrainer: Ernst Happel ( Österreich) | Nasser Hejazi – Hassan Nazari, Nasrollah Abdollahi, Hossein Kazerani, Andranik Eskandarian – Mohammad Sadeghi, Ali Parvin , Ebrahim Ghasempour, Hassan Nayebagha – Hossein Faraki (50. Hassan Rowshan), Ghafour Jahani Cheftrainer: Heshmat Mohajerani | Iran |
| Niederlande                                                               | 1:0 Rensenbrink (40., Foulelfmeter) 2:0 Rensenbrink (62.) 3:0 Rensenbrink (79., Foulelfmeter) | | Iran |
| Niederlande                                                               | Eskandarian | | Iran |
| 1. Gruppenspiel                                                           | | |      |
| Samstag, 3. Juni 1978 um 16:45 Uhr in Mendoza (Estadio Ciudad de Mendoza) | | |      |
| Zuschauer: 33.431                                                         | | |      |
| Schiedsrichter: Alfonso González Archundía ( Mexiko)                      | | |      |
| Spielbericht                                                              | | |      |

## Peru – Schottland 3:1 (1:1)
| Peru                                                                              | Peru | Schottland | Schottland |
| --------------------------------------------------------------------------------- | --- | --- | ---------- |
| Peru                                                                              | \| 1. Gruppenspiel \| \| Samstag, 3. Juni 1978 um 16:45 Uhr in Córdoba (Estadio Olímpico Chateau Carreras) \| \| Zuschauer: 37.927 \| \| Schiedsrichter: Ulf Eriksson ( Schweden) \| \| Spielbericht \|                                                   | \| 1. Gruppenspiel \| \| Samstag, 3. Juni 1978 um 16:45 Uhr in Córdoba (Estadio Olímpico Chateau Carreras) \| \| Zuschauer: 37.927 \| \| Schiedsrichter: Ulf Eriksson ( Schweden) \| \| Spielbericht \|                    | Schottland |
| Peru                                                                              | Ramón Quiroga – Héctor Chumpitaz – Jaime Duarte, Rodulfo Manzo, Rubén Toribio Díaz – José Velásquez, César Cueto (82. Percy Rojas), Teófilo Cubillas – Juan Muñante, Guillermo La Rosa (62. Hugo Sotil), Juan Carlos Oblitas Cheftrainer: Marcos Calderón | Alan Rough – Stuart Kennedy, Tom Forsyth, Kenny Burns, Martin Buchan – Bruce Rioch (70. Archie Gemmill), Don Masson (70. Lou Macari), Asa Hartford – Joe Jordan, Kenny Dalglish, Willie Johnston Cheftrainer: Ally MacLeod | Schottland |
| Peru                                                                              | 1:1 Cueto (43.) 2:1 Cubillas (71.) 3:1 Cubillas (77.) | 0:1 Jordan (14.) | Schottland |
| Peru                                                                              | Velásquez (19.) | | Schottland |
| Peru                                                                              | Quiroga hält Foulelfmeter von Masson (64.) | | Schottland |
| 1. Gruppenspiel                                                                   | | |            |
| Samstag, 3. Juni 1978 um 16:45 Uhr in Córdoba (Estadio Olímpico Chateau Carreras) | | |            |
| Zuschauer: 37.927                                                                 | | |            |
| Schiedsrichter: Ulf Eriksson ( Schweden)                                          | | |            |
| Spielbericht                                                                      | | |            |

## Schottland – Iran 1:1 (1:0)
| Schottland                                                                         | Schottland | Iran | Iran |
| ---------------------------------------------------------------------------------- | --- | --- | ---- |
| Schottland                                                                         | \| 2. Gruppenspiel \| \| Mittwoch, 7. Juni 1978 um 16:45 Uhr in Córdoba (Estadio Olímpico Chateau Carreras) \| \| Zuschauer: 7.938 \| \| Schiedsrichter: Youssou N’Diaye ( Senegal) \| \| Spielbericht \|                       | \| 2. Gruppenspiel \| \| Mittwoch, 7. Juni 1978 um 16:45 Uhr in Córdoba (Estadio Olímpico Chateau Carreras) \| \| Zuschauer: 7.938 \| \| Schiedsrichter: Youssou N’Diaye ( Senegal) \| \| Spielbericht \|                                                                    | Iran |
| Schottland                                                                         | Alan Rough – William Jardine, Kenny Burns, Martin Buchan (56. Tom Forsyth), Willie Donachie – Lou Macari, Archie Gemmill , Asa Hartford – Joe Jordan, Kenny Dalglish (74. Joe Harper), John Robertson Cheftrainer: Ally MacLeod | Nasser Hejazi – Hassan Nazari, Nasrollah Abdollahi, Hossein Kazerani, Andranik Eskandarian – Mohammad Sadeghi, Ali Parvin , Ebrahim Ghasempour, Iraj Danaeifard (89. Hassan Nayebagha) – Hossein Faraki (84. Hassan Rowshan), Ghafour Jahani Cheftrainer: Heshmat Mohajerani | Iran |
| Schottland                                                                         | 1:0 Eskandarian (43., Eigentor) | 1:1 Danaeifard (60.) | Iran |
| Schottland                                                                         | Eskandarian | | Iran |
| 2. Gruppenspiel                                                                    | | |      |
| Mittwoch, 7. Juni 1978 um 16:45 Uhr in Córdoba (Estadio Olímpico Chateau Carreras) | | |      |
| Zuschauer: 7.938                                                                   | | |      |
| Schiedsrichter: Youssou N’Diaye ( Senegal)                                         | | |      |
| Spielbericht                                                                       | | |      |

## Niederlande – Peru 0:0
| Niederlande                                                                | Niederlande | Peru | Peru |
| -------------------------------------------------------------------------- | --- | --- | ---- |
| Niederlande                                                                | \| 2. Gruppenspiel \| \| Mittwoch, 7. Juni 1978 um 16:45 Uhr in Mendoza (Estadio Ciudad de Mendoza) \| \| Zuschauer: 28.125 \| \| Schiedsrichter: Adolf Prokop ( DDR) \| \| Spielbericht \|                                                                | \| 2. Gruppenspiel \| \| Mittwoch, 7. Juni 1978 um 16:45 Uhr in Mendoza (Estadio Ciudad de Mendoza) \| \| Zuschauer: 28.125 \| \| Schiedsrichter: Adolf Prokop ( DDR) \| \| Spielbericht \|                                             | Peru |
| Niederlande                                                                | Jan Jongbloed – Ruud Krol – Wim Suurbier, Wim Rijsbergen, Jan Poortvliet – Johan Neeskens (68. Dick Nanninga), Wim Jansen, Arie Haan, Willy van de Kerkhof – René van de Kerkhof (46. Johnny Rep), Rob Rensenbrink Cheftrainer: Ernst Happel ( Österreich) | Ramón Quiroga – Héctor Chumpitaz – Jaime Duarte, Rodulfo Manzo, Rubén Toribio Díaz – José Velásquez, César Cueto, Teófilo Cubillas – Juan Muñante, Guillermo La Rosa (62. Hugo Sotil), Juan Carlos Oblitas Cheftrainer: Marcos Calderón | Peru |
| Niederlande                                                                | R. van de Kerkhof (25.) | Muñante | Peru |
| 2. Gruppenspiel                                                            | | |      |
| Mittwoch, 7. Juni 1978 um 16:45 Uhr in Mendoza (Estadio Ciudad de Mendoza) | | |      |
| Zuschauer: 28.125                                                          | | |      |
| Schiedsrichter: Adolf Prokop ( DDR)                                        | | |      |
| Spielbericht                                                               | | |      |

## Schottland – Niederlande 3:2 (1:1)
| Schottland                                                                 | Schottland | Niederlande | Niederlande |
| -------------------------------------------------------------------------- | --- | --- | ----------- |
| Schottland                                                                 | \| 3. Gruppenspiel \| \| Sonntag, 11. Juni 1978 um 16:45 Uhr in Mendoza (Estadio Ciudad de Mendoza) \| \| Zuschauer: 35.130 \| \| Schiedsrichter: Erich Linemayr ( Österreich) \| \| Spielbericht \| | \| 3. Gruppenspiel \| \| Sonntag, 11. Juni 1978 um 16:45 Uhr in Mendoza (Estadio Ciudad de Mendoza) \| \| Zuschauer: 35.130 \| \| Schiedsrichter: Erich Linemayr ( Österreich) \| \| Spielbericht \|                                                            | Niederlande |
| Schottland                                                                 | Alan Rough – Stuart Kennedy, Tom Forsyth, Martin Buchan, Willie Donachie – Graeme Souness, Bruce Rioch , Archie Gemmill, Asa Hartford – Kenny Dalglish, Joe Jordan Cheftrainer: Ally MacLeod         | Jan Jongbloed – Ruud Krol – Wim Suurbier, Wim Rijsbergen (46. Piet Wildschut), Jan Poortvliet – Wim Jansen, Johan Neeskens (10. Johan Boskamp), Willy van de Kerkhof – René van de Kerkhof, Johnny Rep, Rob Rensenbrink Cheftrainer: Ernst Happel ( Österreich) | Niederlande |
| Schottland                                                                 | 1:1 Dalglish (44.) 2:1 Gemmill (47., Foulelfmeter) 3:1 Gemmill (68.) | 0:1 Rensenbrink (34., Foulelfmeter) 3:2 Rep (71.) | Niederlande |
| Schottland                                                                 | Gemmill | | Niederlande |
| Schottland                                                                 | Das 0:1 war das 1.000. WM-Tor | | Niederlande |
| 3. Gruppenspiel                                                            | | |             |
| Sonntag, 11. Juni 1978 um 16:45 Uhr in Mendoza (Estadio Ciudad de Mendoza) | | |             |
| Zuschauer: 35.130                                                          | | |             |
| Schiedsrichter: Erich Linemayr ( Österreich)                               | | |             |
| Spielbericht                                                               | | |             |

## Peru – Iran 4:1 (3:1)
| Peru                                                                               | Peru | Iran | Iran |
| ---------------------------------------------------------------------------------- | --- | --- | ---- |
| Peru                                                                               | \| 3. Gruppenspiel \| \| Sonntag, 11. Juni 1978 um 16:45 Uhr in Córdoba (Estadio Olímpico Chateau Carreras) \| \| Zuschauer: 21.262 \| \| Schiedsrichter: Alojzy Jarguz ( Polen) \| \| Spielbericht \|                                                      | \| 3. Gruppenspiel \| \| Sonntag, 11. Juni 1978 um 16:45 Uhr in Córdoba (Estadio Olímpico Chateau Carreras) \| \| Zuschauer: 21.262 \| \| Schiedsrichter: Alojzy Jarguz ( Polen) \| \| Spielbericht \|                                                                 | Iran |
| Peru                                                                               | Ramón Quiroga – Héctor Chumpitaz – Jaime Duarte, Rodulfo Manzo (67. Germán Leguía), Rubén Toribio Díaz – José Velásquez, César Cueto, Teófilo Cubillas – Juan Muñante, Guillermo La Rosa (60. Hugo Sotil), Juan Carlos Oblitas Cheftrainer: Marcos Calderón | Nasser Hejazi – Hassan Nazari, Nasrollah Abdollahi, Hossein Kazerani, Javad Allahvardi – Mohammad Sadeghi, Ali Parvin , Ebrahim Ghasempour, Iraj Danaeifard – Hossein Faraki (51. Ghafour Jahani), Hassan Rowshan (66. Behtash Fariba) Cheftrainer: Heshmat Mohajerani | Iran |
| Peru                                                                               | 1:0 Velásquez (2.) 2:0 Cubillas (36., Foulelfmeter) 3:0 Cubillas (39., Foulelfmeter) 4:1 Cubillas (79.) | 3:1 Rowshan (41.) | Iran |
| Peru                                                                               | Nazari (60.) | | Iran |
| 3. Gruppenspiel                                                                    | | |      |
| Sonntag, 11. Juni 1978 um 16:45 Uhr in Córdoba (Estadio Olímpico Chateau Carreras) | | |      |
| Zuschauer: 21.262                                                                  | | |      |
| Schiedsrichter: Alojzy Jarguz ( Polen)                                             | | |      |
| Spielbericht                                                                       | | |      |